# ネクストF
『ネクストF』（ネクストえふ）は、少女まんがレーベル及びiOS・Android用マンガ雑誌アプリ。

## 遍歴
2009年6月1日に宙出版よりYahoo! JAPAN内「Yahoo!コミック（Yahoo!ブックストア→ebookjapan）」のWEB雑誌『Nextcomicファースト』（ネクストコミックファースト）としてオープンした。2010年にコミックスレーベル『Nextcomics』の姉妹レーベルとしてコミックスレーベル『NextcomicsF』を創刊。2013年8月5日にスマートフォンアプリ版『Nextcomicファースト』をリリース。2015年6月1日に『Nextcomicファースト』を『ネクストF』にリニューアルした。
2018年にPixivコミック内に「ネクストF ピクシブ」を開設、同年ネクストFの連載作品をまとめた電子雑誌版『月刊ネクストF』の創刊と単話売り配信を各電子書籍ストアで開始。
2019年11月1日に宙出版からジャイブへ名称変更なく事業譲渡された。2020年12月に少女まんが雑誌アプリ「ネクストF」をリニューアルと電子雑誌版『ネクストF』の月刊誌から隔週誌への変更が行われた。2023年1月配信号から電子雑誌版『ネクストF』は月刊誌となり、2023年7月配信をもって電子雑誌版『ネクストF』は最終号となった。

## 掲載作品の特徴
執筆陣にはこうの史代や小島アジコら実績のある作家と、ネクスト大賞を受賞した新人作家が入り混じっている。いずれもWeb上で見出された作家であることが大きな特徴。
『NextComicsF』が本格始動した後は、岡野史佳やさちみりほ、小田原みづえなどの少女誌で活動している作家が加わった。

### 主に活動中の作家
- 赤羽チカ
- 浅川ナオ
- 石田貴子
- 岡野史佳
- 小田原みづえ
- 梶山ミカ
- 神月凛
- こうの史代
- 小島アジコ
- さぎり和紗
- さちみりほ
- サメマチオ
- 青月まどか
- 戸田誠二
- ナガトカヨ
- 船津早稲
- フルタハナコ
- ほしのゆみ
- 松本帆加
- 望月桜